# Sabrina Martínez
Sabrina Martínez (5 de marzo de 1988, Montevideo, Uruguay) es una modelo profesional uruguaya y reina de belleza.

## Reseña biográfica

### Comienzos
Comenzó su carrera de modelo a los 16 años en su ciudad natal, participando de diversos certámenes de belleza, comerciales y desfiles. Fue finalista en Miss Universo Uruguay 2009 y representó a su país en el Miss Turismo Internacional (2010) y Miss Atlántico Internacional. En el año 2012 trabajo en Argentina y Brasil. También realizó trabajos para Ecuador y Perú.

### Siguiente etapa
En la actualidad trabaja como modelo profesional en Uruguay y Argentina.